# Cúp bóng đá Nam Mỹ
Cúp bóng đá Nam Mỹ (CONMEBOL Copa América, thường được gọi là Copa América), trước năm 1975 gọi là Giải vô địch bóng đá Nam Mỹ (Campeonato Sudamericano de Fútbol trong tiếng Tây Ban Nha và Campeonato Sul-Americano de Futebol trong tiếng Bồ Đào Nha), là giải đấu bóng đá nam dành cho các đội tuyển quốc gia thuộc khu vực Nam Mỹ. Đây là giải đấu bóng đá cấp châu lục lâu đời nhất và là giải đấu được quan tâm nhiều thứ ba trên thế giới.
Về tên gọi theo nghĩa đen, Copa América có nghĩa là "Cúp châu Mỹ", tuy nhiên trên thực tế thì đây là Cúp Nam Mỹ vì giải đấu được tổ chức bởi Liên đoàn bóng đá Nam Mỹ (CONMEBOL) và chỉ bao gồm các đội tuyển thuộc khu vực này. Kể từ năm 1993, giải đấu mới có sự xuất hiện của các đội tuyển khách mời đến từ các khu vực khác, chủ yếu là các đội từ CONCACAF, ngoài ra đã có hai đội tuyển thuộc Liên đoàn bóng đá châu Á (AFC) được mời dự giải cho đến nay là Nhật Bản và Qatar.
Do khu vực Nam Mỹ chỉ có tổng cộng 10 đội tuyển trực thuộc CONMEBOL nên giải đấu được mở rộng bằng cách mời thêm 2 đội tuyển thuộc các khu vực khác bắt đầu từ năm 1993. Vì vậy, giải đấu thường có 12 đội tuyển tham dự, bao gồm tất cả 10 đội CONMEBOL và 2 đội khách mời. México tham gia mọi giải đấu từ năm 1993 đến 2016, với một đội bất kỳ được bổ sung từ CONCACAF, ngoại trừ năm 1999 khi có sự xuất hiện của đội tuyển Nhật Bản thuộc AFC và năm 2019 khi có 2 đội AFC góp mặt là Nhật Bản và Qatar.
Argentina là quốc gia có nhiều lần tổ chức Copa América nhất với 9 lần, bao gồm cả giải đầu tiên vào năm 1916. Hoa Kỳ là quốc gia duy nhất không thuộc CONMEBOL đăng cai giải đấu cho đến nay, nước này đã có hai lần tổ chức giải vào các năm 2016 và 2024. Cả hai giải đấu này đều có sự tham dự của 16 đội tuyển, bao gồm 10 đội từ CONMEBOL cùng với 6 đội từ CONCACAF, trong đó có đội chủ nhà Hoa Kỳ. Trong lịch sử, có ba lần giải đấu được tổ chức ở nhiều quốc gia Nam Mỹ vào các năm 1975, 1979 và 1983.
Tám trong số mười đội tuyển quốc gia CONMEBOL đã vô địch Copa América ít nhất một lần trong 48 lần tổ chức kể từ khi giải đấu chính thức ra đời vào năm 1916, chỉ có Ecuador và Venezuela là những đội chưa từng giành chức vô địch. Argentina là đội vô địch nhiều nhất với 16 lần lên ngôi và cũng đang là đương kim vô địch của giải. Chưa có đội tuyển khách mời (không thuộc CONMEBOL) nào vô địch Copa América cho đến nay. México là đội khách mời có thành tích tốt nhất trong lịch sử với hai lần về nhì ở các giải năm 1993 và 2001.

## Lịch sử

### Thời kỳ đầu
Đội bóng đá đầu tiên ở Nam Mỹ, Câu lạc bộ bóng đá và cricket Lima, được thành lập ở Peru vào năm 1859 và Hiệp hội bóng đá Argentina được thành lập vào năm 1893. Đến đầu thế kỷ 20, bóng đá ngày càng phổ biến và giải đấu quốc tế đầu tiên được tổ chức giữa các đội tuyển quốc gia của lục địa Nam Mỹ đã diễn ra vào năm 1910 khi Argentina tổ chức một sự kiện để kỷ niệm 100 năm của Cách mạng Tháng Năm. Chile và Uruguay đã tham gia, nhưng sự kiện này không được CONMEBOL công nhận là giải đấu Copa America chính thức. Tương tự như vậy, để kỷ niệm 100 năm độc lập, Argentina đã tổ chức một giải đấu từ ngày 2 đến 17 tháng 7 năm 1916 gồm Argentina, Chile, Uruguay và Brasil là những ĐTQG tham gia đầu tiên của giải đấu. Tên gọi của giải khi đó là Campeonato Sudamericano de Football, cũng là phiên bản đầu tiên của Copa América hiện nay. Uruguay vô địch giải đầu tiên này sau khi thắng chủ nhà Argentina trong trận đấu quyết định được tổ chức tại Câu lạc bộ đua xe Estadio ở Avellaneda.
Nhận thấy sự thành công của giải đấu, một ủy viên của Hiệp hội bóng đá Uruguay, ông Héctor Rivadavia, đã đề xuất thành lập một liên minh các hiệp hội của Argentina, Brasil, Chile và Uruguay, và vào ngày 9 tháng 7, ngày độc lập ở Argentina, CONMEBOL đã được thành lập. Năm 1917, giải tiếp tục được tổ chức, lần này là ở Uruguay. Uruguay đã tiếp tục vô địch sau khi đánh bại Argentina 1–0 trong trận chung kết của giải đấu. Thành công của giải đấu trên đất Uruguay khiến CONMEBOL vui mừng. Sau khi dịch cúm xảy ra ở Rio de Janeiro, CONMEBOL đã phải hủy bỏ giải đấu năm 1918. Brasil đã tổ chức giải đấu năm 1919 và lần đầu tiên họ lên ngôi vô địch sau khi đánh bại đương kim vô địch Uruguay 1–0 trong trận đấu quyết định. Sang giải đấu năm 1920, Uruguay đã đòi lại ngôi vương.
Ở giải đấu vào năm 1921, Paraguay đã tham gia lần đầu tiên sau khi LĐBĐ của họ gia nhập CONMEBOL. Argentina đã giành chức vô địch lần đầu tiên của họ ở giải đấu kỳ này nhờ các bàn thắng của Julio Libonatti. Trong những năm tiếp theo, Uruguay đã thống trị giải đấu, lúc đó, Copa America là giải bóng đá lớn nhất thế giới (khi Euro hay World Cup chưa ra đời). Sau khi Argentina thua trận chung kết tại Thế vận hội Mùa hè 1928 được tổ chức ở Amsterdam (Hà Lan), Argentina đã rửa được mối hận ở giải Copa America 1929 bằng việc đánh bại Uruguay trong trận đấu cuối cùng. Trong giai đoạn này, Bolivia và Peru đã lần đầu tiên tham dự giải đấu năm 1926 và 1927.

### Sự gián đoạn
Sau kỳ World Cup đầu tiên được tổ chức tại Uruguay vào năm 1930, sự thù hằn giữa hai nền bóng đá Uruguay và Argentina đã khiến Copa America bị gián đoạn trong một số năm. Đến năm 1935, giải đấu mới có thể được phục hồi. Peru đã trở thành quốc gia đăng cai giải đấu vào năm 1939 và lần đầu tiên họ giành chức vô địch, Ecuador đã tham dự lần đầu tiên ở giải đấu năm đó.
Năm 1941, Chile đã tổ chức giải để kỷ niệm 400 năm thành lập thành phố Santiago, nơi sân vận động Estád Nacional mới được xây dựng đã được mở rộng từ 30.000 đến 70.000 khán giả. Bất chấp sự đầu tư lớn, Chile đã bị Argentina đánh bại trong trận chung kết. Uruguay đã tổ chức và giành chiến thắng giải đấu năm 1942. Chile cũng tổ chức giải một lần nữa vào năm 1945 và Argentina đã một lần nữa giành chiến thắng trên đất Chile.
Giai đoạn sau đó, giải đấu bước vào một thời kỳ bị gián đoạn. Giải đã không được công nhận là chính thức ở nhiều kỳ được tổ chức ở thời điểm đó và chỉ được CONMEBOL coi là hợp lệ sau này. Ví dụ, Argentina đã là đội đầu tiên (và duy nhất cho đến nay) giành được 3 chức vô địch liên tiếp vào các năm 1945, 1946 và 1947. Sau 3 giải đấu thường niên đó, giải đã được tổ chức 2 năm 1 lần, rồi 3 năm 1 lần và 4 năm 1 lần vào thời gian sau đó. Thậm chí giải đấu còn được tổ chức tới 2 lần vào năm 1959, một ở Argentina và một ở Ecuador.
Trong thời gian này, một số đội tuyển quốc gia đã thờ ơ với giải đấu. Một số không tham gia, một số thì gửi đội trẻ đến dự; giải đấu năm 1959 được tổ chức tại Ecuador, Brasil thậm chí đã gây sốc hơn khi gọi các cầu thủ từ một CLB đến từ bang Pernambuco vào ĐTQG để dự giải. Lần đầu tiên, Bolivia giành chức vô địch Copa America khi họ đăng cai vào năm 1963. Giải đấu năm 1967, Venezuela lần đầu tiên tham dự. Việc thành lập Copa Libertadores vào năm 1959 cũng ảnh hưởng đến số lượng khán giả tới xem.
Sau 8 năm vắng bóng không được tổ chức vì nhiều lý do, giải đã bắt đầu lại vào năm 1975 và chính thức được gọi tên là Copa América. Giải đấu không có địa điểm tổ chức cố định và tất cả các trận đấu được diễn ra trong suốt cả năm ở mỗi quốc gia. Cả 9 đội tuyển quốc gia tham gia vòng bảng, nhà đương kim vô địch Uruguay được đặc cách vào bán kết. Giải đấu được tổ chức 4 năm một lần cho đến năm 1987.

### Sự thay đổi
Năm 1986, CONMEBOL quyết định luân phiên một quốc gia thành viên đăng cai giải đấu theo bảng chữ cái ABC. Từ năm 1987 đến năm 2001, giải này được tổ chức 2 năm một lần. Thể thức giải với vòng bảng có 9 đội chia làm 3 bảng, đội đương kim vô địch được đặc cách vào bán kết. Sự đổi mới này đã giúp giải đấu bắt đầu nhận được sự phủ sóng truyền hình ở châu Âu và Bắc Mỹ. Copa América 1987 được tổ chức tại Argentina sau 28 năm. Mặc dù đã vô địch FIFA World Cup 1986, lại được chơi trên sân nhà và có huyền thoại Diego Maradona dẫn dắt, nhưng Argentina chỉ giành hạng tư sau khi bị đánh bại bởi đương kim vô địch Uruguay 0–1 trong trận bán kết. Uruguay đã đánh bại Chile trong trận chung kết để đăng quang ngôi vô địch, đáng chú ý Chile đã thắng sốc Brasil 4–0 ở vòng bảng.
Brasil đã có danh hiệu quốc tế chính thức đầu tiên kể từ FIFA World Cup 1970 khi họ giành được cúp vô địch Copa América năm 1989 được tổ chức trên sân nhà. Đến lượt mình, Argentina cũng vô địch Copa América sau 32 năm dài chờ đợi vào năm 1991 tại Chile, nhờ một đội hình mạnh mẽ với cầu thủ vĩ đại Gabriel Batistuta. Giải đấu Copa América năm 1993 tại Ecuador được nâng lên 12 đội với 10 đội Nam Mỹ và 2 đội đến từ Bắc Mỹ là Mexico và Hoa Kỳ.
Uruguay đã vô địch giải năm 1995 với tư cách là chủ nhà, chấm dứt thời kỳ khủng hoảng của bóng đá Uruguay. Với việc thực hiện nước đăng cai luân phiên theo bảng chữ cái ABC, Colombia, Paraguay và Venezuela đã được tổ chức giải đấu lần đầu tiên. Brasil đã giành 4 chức vô địch trong 5 kỳ được tổ chức sau đó  từ năm 1997 đến năm 2007. Lần đầu tiên, là vào năm 1997, Brasil đã giành cúp sau khi đánh bại quốc gia chủ nhà Bolivia với 3 bàn thắng của Leonardo, Denílson và Ronaldo tại sân vận động ở Verde – nơi có sân vận động bóng đá cao nhất thế giới so với mực nước biển. Brasil đã bảo vệ thành công danh hiệu này vào năm 1999 sau khi đánh bại Uruguay 3–0 tại Asuncion, Paraguay. Tuy nhiên, Copa América năm 2001 đã chứng kiến một trong những bất ngờ lớn nhất của giải này khi Honduras (khách mời từ Bắc Mỹ) đã loại Brasil ở tứ kết. Colombia, quốc gia chủ nhà, đã lần đầu tiên giành cúp.
Từ năm 2001 đến 2007, giải đấu được tổ chức 3 năm một lần và từ năm 2007 trở đi quay lại với chu kì 4 năm 1 lần. Sau màn trình diễn đáng xấu hổ vào năm 2001, Brasil đã tái giành cúp ở giải vô địch Nam Mỹ năm 2004 được tổ chức tại Peru khi đánh bại Argentina trên chấm phạt đền sau khi hòa 2–2 trong 90 phút chính thức do công của Luisao và ngôi sao của giải – Adriano. Ba năm sau, hai đội gặp lại nhau trong trận chung kết, lần này là ở Venezuela. Một lần nữa, Brasil lại giành chiến thắng sau khi đè bẹp Argentina 3–0 với ngôi sao của giải – Júlio Baptista.
Argentina đã tổ chức giải năm 2011 và để thua dưới tay Uruguay ở tứ kết bằng loạt sút luân lưu. Uruguay đã đánh bại Peru 2–0 trong trận bán kết để lọt vào trận chung kết và hủy diệt Paraguay 3–0, qua đó giành được chiếc cúp trên đất Argentina lần thứ 3 và lần thứ 2 liên tiếp (khi được tổ chức ở Argentina). Đây là giải đấu lần thứ 43, là lần đầu tiên cả Argentina và Brasil không lọt vào bán kết của một giải đấu mà cả hai cùng tham gia. Giải đấu năm 2011 cũng ghi nhận một kỷ lục trong lịch sử bóng đá khi Paraguay là ĐTQG không giành được bất kỳ một chiến thắng nào, một bàn thắng nào (toàn hòa 0–0 ở 3 trận vòng bảng, thắng luân lưu ở tứ kết và bán kết sau khi hòa Brasil và Venezuela 0–0) để đi tới trận chung kết của giải, nơi họ tiếp tục không ghi bàn nhưng thua Uruguay 0–3.
Copa America 2015 đã được tổ chức tại Chile, giải lần đầu tiên áp dụng công nghệ vạch vôi điện tử Goal-line. Giải đấu này lẽ ra sẽ được tổ chức ở Brasil bởi quy luật đăng cai luân phiên theo vần ABC, nhưng trong bối cảnh Brasil bận tổ chức Giải vô địch bóng đá thế giới 2014 và Thế vận hội mùa hè 2016, Chile đã thế chỗ, đổi lại Brasil thay Chile đăng cai giải vào năm 2019. Chile đã giành chức vô địch lần đầu tiên trong lịch sử sau khi đánh bại Argentina của Lionel Messi trên chấm luân lưu.
Năm 2016, để kỷ niệm 100 năm của giải, giải được gán tên Copa América Centenario và được tổ chức tại Hoa Kỳ. Giải đấu này là lần đầu tiên được tổ chức bên ngoài Nam Mỹ và được mở rộng lên đến 16 đội (10 từ CONMEBOL và 6 từ CONCACAF) và là lần thứ hai áp dụng công nghệ Goal-line. Trong giải đấu, báo chí có thông tin cho rằng CONMEBOL và CONCACAF đang đàm phán để sáp nhập Copa América với Gold Cup để hình thành giải vô địch toàn châu Mỹ, dự định sẽ được tổ chức 2 năm một lần, với Hoa Kỳ là quốc gia tổ chức các giải đấu thường xuyên. Tuy nhiên, Chủ tịch Liên đoàn bóng đá Hoa Kỳ Sunil Gulati gọi tin đồn này là không chính xác và nói rằng sẽ không có cuộc thảo luận nào như vậy xảy ra. Chile tiếp tục gieo sầu cho người Argentina khi đánh bại họ trên chấm luân lưu để bảo vệ ngai vàng.
Năm 2019, giải được tổ chức ở Brasil theo chu kỳ 4 năm 1 lần sau lần trước vào năm 2015 ở Chile, lần thứ ba áp dụng Goal-line và lần đầu tiên áp dụng trợ lý video hỗ trợ trọng tài (VAR) cùng nhiều thay đổi của luật bóng đá do IFAB ban hành. Brasil đã giành chức vô địch sau khi đánh bại Peru (đội đã bất ngờ loại đương kim vô địch Chile ở bán kết) với tỉ số 3–1 nhờ sự tỏa sáng của ngôi sao trẻ Everton Soares.
Trong phiên họp năm 2019, CONMEBOL đã quyết định, giải sẽ quay lại năm chẵn và được tổ chức 4 năm một lần để cạnh tranh với UEFA Euro 2020, điều đó có nghĩa là Copa America sẽ được tổ chức vào năm 2020 do Argentina và Colombia đồng đăng cai. Sau đó 4 năm sau, giải năm 2024 được tổ chức ở Ecuador (do Bolivia tiếp tục rút lui không đăng cai theo nghĩa vụ). Song tình hình đại dịch COVID-19 dai dẳng khiến cho Copa America (cũng như Euro) không thể diễn ra trong năm 2020. Cả Argentina và Colombia sau đó cũng bị tước quyền đăng cai do nơi thì dịch bệnh diễn biến phức tạp, nơi thì lại gặp những bất ổn về chính trị. Brasil một lần nữa đứng ra đăng cai giải đấu lần này thông qua sự lựa chọn của CONMEBOL, mặc cho một số cầu thủ của Brasil, Argentina, Uruguay ra sức phản đối việc tổ chức này. Tại giải đấu này, Argentina giành chức vô địch vô địch lần thứ 15 sau khi đánh bại đại kình địch Brasil với tỉ số 1–0 nhờ sự tỏa sáng của các ngôi sao Lionel Messi, Ángel Di María, Sergio Agüero.
Theo quy định luân phiên ABC, dễ dàng tìm ra nước chủ nhà cho các năm 2028, 2032, 2036. Tuy nhiên, trong tương lai có thể sẽ có sự thay đổi.

## Chủ nhà
Năm 1984, CONMEBOL đã thông qua chính sách luân phiên quyền tổ chức Copa América trong số 10 quốc gia thành viên theo bảng chữ cái ABC (nghĩa là Argentina đăng cai xong sẽ đến lượt Bolivia, Colombia,... cho đến Venezuela đăng cai các giải đấu sau đó). Vòng đăng cai đầu tiên đã được hoàn thành sau kỳ Copa América 2007 diễn ra ở Venezuela. Vòng đăng cai thứ hai bắt đầu vào năm 2011, với các nước chủ nhà luân chuyển theo thứ tự bảng chữ cái, bắt đầu với Argentina. Chile, Mexico và Hoa Kỳ bày tỏ sự quan tâm đến việc tổ chức giải đấu tiếp theo, nhưng Ủy ban điều hành CONMEBOL quyết định tiếp tục thực hiện vòng quay, ưu tiên tổ chức cho các nước thành viên của mình; mỗi nước sẽ xác nhận xem họ có khả năng tổ chức hay không, nếu không, nước tiếp sau trong bảng chữ cái được đăng cai thay. Argentina đã xác nhận vào ngày 24 tháng 11 năm 2008, thông qua đại diện của LĐBĐ Argentina, rằng họ sẽ tổ chức Copa América 2011.
Copa América 2015 dự kiến sẽ được tổ chức tại Bolivia theo thứ tự xoay vòng bảng chữ cái, nhưng Bolivia vì điều kiện kinh tế đã xin rút lui và Brasil được giao "nghĩa vụ" đăng cai. Tuy nhiên, việc tổ chức FIFA World Cup 2014 và Thế vận hội Mùa hè 2016 tại Brasil dẫn đến sự việc được xem xét lại vì họ rất bận. Mặc dù Chủ tịch CONMEBOL Nicolas Leoz đã đề xuất tổ chức giải đấu ở Mexico (thành viên của liên đoàn CONCACAF), song Brasil và Chile đã thảo luận về khả năng hoán đổi quyền đăng cai giải đấu 2015 và 2019, và đã được CBF quyết định và xác nhận vào tháng 2 năm 2011 rằng Copa América 2015 sẽ vẫn ở Brasil. Tuy nhiên, vào tháng 3 năm 2012, Chile đã thông báo rằng họ sẽ tổ chức Copa América 2015, sau khi Chủ tịch của CBF, ông Ricardo Teixeira từ chức và CBF đồng ý hoán đổi với Chile. Việc hoán đổi đã được chính thức công bố vào tháng 5 năm 2012. Phiên bản kỷ niệm 100 năm của giải đấu, Copa América Centenario, diễn ra vào tháng 6 năm 2016 và được tổ chức tại Hoa Kỳ. Copa América Centenario đánh dấu lần đầu tiên giải đấu được tổ chức bởi một quốc gia không thuộc CONMEBOL.
Mỗi kỳ Copa América từ năm 1987 luôn có linh vật và logo riêng, bao gồm cả bài hát chính thức và các sự kiện bên lề. Gardelito, linh vật cho giải năm 1987, là linh vật Copa América đầu tiên.
| Chủ nhà                        | Năm đăng cai                                             |
| ------------------------------ | -------------------------------------------------------- |
| Argentina                      | 9 (1916, 1921, 1925, 1929, 1937, 1946, 1959, 1987, 2011) |
| Uruguay                        | 7 (1917, 1923, 1924, 1942, 1956, 1967, 1995)             |
| Chile                          | 7 (1920, 1926, 1941, 1945, 1955, 1991, 2015)             |
| Perú                           | 6 (1927, 1935, 1939, 1953, 1957, 2004)                   |
| Brasil                         | 6 (1919, 1922, 1949, 1989, 2019, 2021)                   |
| Ecuador                        | 4 (1947, 1959, 1993, 2024)                               |
| Không có quốc gia đăng cai [F] | 3 (1975, 1979, 1983)                                     |
| Bolivia                        | 2 (1963, 1997)                                           |
| Hoa Kỳ C                       | 2 (2016, 2024)                                           |
| Colombia                       | 1 (2001)                                                 |
| Paraguay                       | 1 (1999)                                                 |
| Venezuela                      | 1 (2007)                                                 |

C = chủ nhà không thuộc CONMEBOL

## Thể thức
Giải đấu trước đây được gọi là Campeonato Sudamericano de Futbol (South American Championship of Football – Giải vô địch bóng đá Nam Mỹ). South American Championship of Football là tên tiếng Anh chính thức. Tên hiện tại – Copa America đã được sử dụng từ năm 1975. Trong giai đoạn 1975–1983, giải không có quốc gia đăng cai và được tổ chức theo kiểu sân nhà và sân khách. Giải đấu hiện tại có 12 đội tuyển quốc gia thi đấu hơn một tháng tại quốc gia chủ nhà. Có hai giai đoạn: vòng bảng và vòng loại trực tiếp. Ở vòng bảng, các đội thi đấu vòng tròn với 3 bảng, mỗi bảng 4 đội. Ba đội được chọn là hạt giống, bao gồm cả đội chủ nhà, với các đội hạt giống khác được chọn bằng cách sử dụng Bảng xếp hạng (BXH) FIFA. Các nhóm khác được dựa trên BXH FIFA và các đội được bốc thăm ngẫu nhiên.
Mỗi bảng, các đội được lên lịch chơi ba trận đấu với các đội khác trong cùng một bảng. Vòng cuối của vòng bảng, 2 trận đấu trong bảng không được đá cùng giờ – một điều lạ, khác với nhiều giải đấu trên thế giới. Hai đội đứng đầu từ mỗi bảng tiến vào vòng tứ kết cùng hai đội hạng ba có thành tích tốt nhất. Điểm được sử dụng để xếp hạng các đội trong một bảng. Bắt đầu từ năm 1995, 3 điểm cho một trận thắng, 1 điểm cho trận hòa và 0 điểm nào cho trận thua (trước đó, đội thắng nhận được 2 điểm).
Thứ hạng của mỗi đội trong mỗi bảng được xác định như sau:
a) Điểm số lớn nhất đạt được
b) Hiệu số bàn thắng bàn thua;
c) Tổng bàn thắng ghi được.
Nếu hai hoặc nhiều đội bằng nhau ở ba tiêu chí trên, thứ hạng của họ được xác định như sau:
d) Điểm số đạt được trong các trận đấu giữa các đội liên quan;
e) Hiệu số bàn thắng trong các trận đấu giữa các đội liên quan;
f) Số lượng bàn thắng ghi được trong tất cả các trận đấu giữa các đội liên quan;
g) Bốc thăm của Ban tổ chức CONMEBOL.
Vòng đấu loại trực tiếp, các đội chỉ thi đấu mỗi trận một lượt duy nhất, với các loạt sút luân lưu được sử dụng để quyết định đội thắng nếu trận đấu hòa trong 90 phút và 30 phút hiệp phụ.

## Khách mời
Do số lượng thành viên của CONMEBOL ít, chỉ có 10 đội, các quốc gia từ các châu lục khác thường được mời tham gia để tạo nên 12 đội cho dễ chia bảng. Kể từ năm 1993, hai đội từ các khu vực khác, thường là từ CONCACAF gần gũi về mặt địa lý và văn hóa, cũng đã được mời. Trong lịch sử, 10 ĐTQG khác nhau đã được mời tham gia giải là:
- Canada (2024)
- Costa Rica (1997, 2001, 2004, 2011, 2016, 2024)
- Haiti (2016)
- Honduras (2001)
- Jamaica (2015, 2016, 2024)
- Nhật Bản (1999, 2019)
- Mexico (1993, 1995, 1997, 1999, 2001, 2004, 2007, 2011, 2015, 2016, 2024)
- Panama (2016, 2024)
- Qatar (2019)
- Hoa Kỳ (1993, 1995, 2007, 2016*, 2024*)

*: chủ nhà
Mexico đã tham dự đầy đủ các kỳ từ năm 1993 đến 2016, Hoa Kỳ đã được mời ở mọi giải đấu từ năm 1997 đến 2007 nhưng cũng thường xuyên từ chối lời mời do xung đột lịch trình với Major League Soccer – giải nhà nghề Mỹ. Tuy nhiên, vào ngày 30 tháng 10 năm 2006, Liên đoàn bóng đá Hoa Kỳ đã chấp nhận lời mời tham gia giải đấu năm 2007, chấm dứt 12 năm vắng bóng. Tại Copa América 2001, Canada là ĐTQG được mời, nhưng đã rút lui ngay trước khi bắt đầu giải đấu vì những lo ngại về an ninh.
Tại Copa América 2011, Nhật Bản tiếp tục rút lui, do khó khăn trong việc gọi các cầu thủ thi đấu ở châu Âu lên ĐTQG và nhất là trận động đất và sóng thần Tōhoku khiến họ không còn tâm trí để đá bóng. ĐTQG Tây Ban Nha được mời tham dự năm 2011, nhưng theo Liên đoàn bóng đá Hoàng gia Tây Ban Nha, họ đã từ chối vì không muốn làm gián đoạn ngày nghỉ của các cầu thủ Tây Ban Nha. Tại Copa América 2015, Nhật Bản đã từ chối lời mời vì họ cũng không thể gọi các cầu thủ đang thi đấu ở châu Âu lên tuyển. Trung Quốc sau đó cũng được mời thay những cũng phải rút lui do bận thi đấu Vòng loại World Cup 2018 khu vực châu Á. Cuối cùng, Jamaica đồng ý tham gia và gấp rút lên đường sang thi đấu.
Úc và Qatar là 2 đội tuyển được mời tham dự Copa America 2021 nhưng sau đó phải bỏ cuộc do trùng với lịch thi đấu Vòng loại World Cup 2022 khu vực châu Á, vốn dĩ đã được dời sang năm 2021 do COVID-19.

### Thành tích của các đội khách mời
| Đội        | 1993 | 1995 | 1997 | 1999 | 2001 | 2004 | 2007 | 2011 | 2015 | 2016 | 2019 | 2024 | Lần tham dự |
| ---------- | ---- | ---- | ---- | ---- | ---- | ---- | ---- | ---- | ---- | ---- | ---- | ---- | ----------- |
| Canada     | –    | –    | –    | –    | –    | –    | –    | –    | –    | –    | –    | 4th  | 1           |
| Costa Rica | –    | –    | VB   | –    | TK   | TK   | –    | VB   | –    | VB   | –    | VB   | 6           |
| Haiti      | –    | –    | –    | –    | –    | –    | –    | –    | –    | VB   | –    | –    | 1           |
| Honduras   | –    | –    | –    | –    | 3rd  | –    | –    | –    | –    | –    | –    | –    | 1           |
| Jamaica    | –    | –    | –    | –    | –    | –    | –    | –    | VB   | VB   | –    | VB   | 3           |
| Nhật Bản   | –    | –    | –    | VB   | –    | –    | –    | –    | –    | –    | VB   | –    | 2           |
| México     | 2nd  | TK   | 3rd  | 3rd  | 2nd  | TK   | 3rd  | VB   | VB   | TK   | –    | VB   | 11          |
| Panamá     | –    | –    | –    | –    | –    | –    | –    | –    | –    | VB   | –    | TK   | 2           |
| Qatar      | –    | –    | –    | –    | –    | –    | –    | –    | –    | –    | VB   | –    | 1           |
| Hoa Kỳ     | VB   | 4th  | –    | –    | –    | –    | VB   | –    | –    | 4th  | –    | VB   | 5           |

- Chú thích: TK = tứ kết, VB = vòng bảng, 2nd, 3rd, 4th: á quân, hạng ba, hạng tư.

## Cúp vô địch

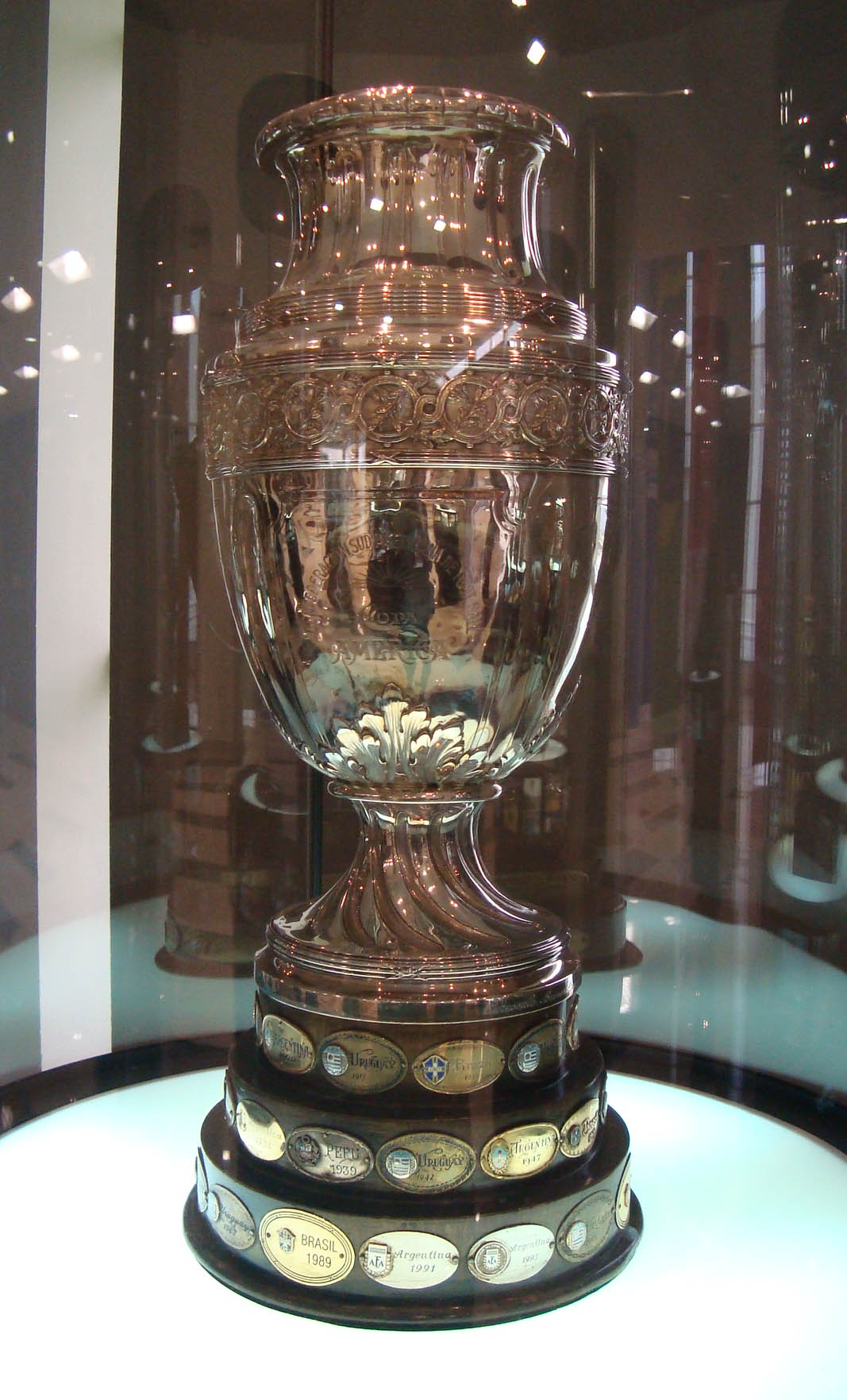
Chiếc cúp vô địch của Copa America.

Chiếc cúp Copa América, được trao cho ĐTQG vô địch giải đấu, đã được trao tặng cho CONMEBOL bởi Bộ Ngoại giao Argentina vào năm 1910, khi Argentina tổ chức một giải để kỷ niệm 100 năm Cách mạng tháng Năm. Giải khi đó (cũng có sự tham gia của Uruguay và Chile) được đặt tên là "Copa del Centenario" (Cúp trăm năm).
Chiếc cúp Copa América hiện tại được mua vào năm 1916 từ "Casa Escasany", một cửa hàng bán đồ trang sức ở Buenos Aires, với giá 3.000 franc Thụy Sĩ.
Chiếc cúp Copa América có trọng lượng 9 kg (20 lb), được làm bằng bạc nguyên chất cao 77 cm (30 inch), với đế bằng gỗ 3 cấp có chứa nhiều mảng. Các tấm mảng được khắc tên các đội tuyển vô địch trong lịch sử.
Vào tháng 4 năm 2016, một chiếc cúp mới – được thiết kế dành riêng cho Copa América Centenario – đã được giới thiệu tại trụ sở Liên đoàn bóng đá Colombia ở Bogota để kỷ niệm 100 năm của giải đấu. Chiếc cúp được dựa trên hình dạng của chiếc cúp Copa América ban đầu, được thêm vào logo giải năm 2016. Nó cao 61 cm (24 inch) với trọng lượng 7,1 kg (16 lb), được mạ vàng nguyên chất 24 cara. Các logo của CONMEBOL và CONCACAF cũng được khắc trên thân của nó.
Chiếc cúp Copa América Centenario 2016 được thiết kế bởi Epico Studios ở Hoa Kỳ và được sản xuất bởi London Work Workshop của Thomas Lyte ở Anh. Chile đã vô địch và được giữ cúp bằng vàng này vĩnh viễn.
Ngoài chiếc cúp chính, "Copa Bolivia" (một chiếc cúp được làm bằng bạc nguyên khối) đã được trao cho á quân của giải kể từ năm 1997 – một điều được coi là độc nhất ở các giải đấu bóng đá của thế giới khi mà á quân cũng được cúp. Chiếc cúp được đặt theo tên quốc gia tổ chức Copa América năm 1997, với một lá cờ Bolivian nhỏ được gắn ở một trong các mặt của nó.

## Kết quả

### Giải vô địch bóng đá Nam Mỹ
| Năm               | Chủ nhà   | Xếp hạng chung cuộc | Xếp hạng chung cuộc | Xếp hạng chung cuộc | Xếp hạng chung cuộc |
| Năm               | Chủ nhà   | Vô địch             | Á quân              | Hạng ba             | Hạng tư             |
| ----------------- | --------- | ------------------- | ------------------- | ------------------- | ------------------- |
| 1916 Chi tiết     | Argentina | · Uruguay           | · Argentina         | · Brasil            | · Chile             |
| 1917 Chi tiết     | Uruguay   | · Uruguay           | · Argentina         | · Brasil            | · Chile             |
| 1919 Chi tiết     | Brasil    | · Brasil            | · Uruguay           | · Argentina         | · Chile             |
| 1920 Chi tiết     | Chile     | · Uruguay           | · Argentina         | · Brasil            | · Chile             |
| 1921 Chi tiết     | Argentina | · Argentina         | · Brasil            | · Uruguay           | · Paraguay          |
| 1922 Chi tiết     | Brasil    | · Brasil            | · Paraguay          | · Uruguay           | · Argentina         |
| 1923 Chi tiết     | Uruguay   | · Uruguay           | · Argentina         | · Paraguay          | · Brasil            |
| 1924 Chi tiết     | Uruguay   | · Uruguay           | · Argentina         | · Paraguay          | · Chile             |
| 1925 Chi tiết (1) | Argentina | · Argentina         | · Brasil            | · Paraguay          | n/a                 |
| 1926 Chi tiết     | Chile     | · Uruguay           | · Argentina         | · Chile             | · Paraguay          |
| 1927 Chi tiết     | Perú      | · Argentina         | · Uruguay           | · Perú              | · Bolivia           |
| 1929 Chi tiết     | Argentina | · Argentina         | · Paraguay          | · Uruguay           | · Perú              |
| 1935 Chi tiết     | Perú      | · Uruguay           | · Argentina         | · Perú              | · Chile             |
| 1937 Chi tiết     | Argentina | · Argentina         | · Brasil            | · Uruguay           | · Paraguay          |
| 1939 Chi tiết     | Perú      | · Perú              | · Uruguay           | · Paraguay          | · Chile             |
| 1941 Chi tiết     | Chile     | · Argentina         | · Uruguay           | · Chile             | · Perú              |
| 1942 Chi tiết     | Uruguay   | · Uruguay           | · Argentina         | · Brasil            | · Paraguay          |
| 1945 Chi tiết     | Chile     | · Argentina         | · Brasil            | · Chile             | · Uruguay           |
| 1946 Chi tiết     | Argentina | · Argentina         | · Brasil            | · Paraguay          | · Uruguay           |
| 1947 Chi tiết     | Ecuador   | · Argentina         | · Paraguay          | · Uruguay           | · Chile             |
| 1949 Chi tiết     | Brasil    | · Brasil            | · Paraguay          | · Perú              | · Bolivia           |
| 1953 Chi tiết     | Perú      | · Paraguay          | · Brasil            | · Uruguay           | · Chile             |
| 1955 Chi tiết     | Chile     | · Argentina         | · Chile             | · Perú              | · Uruguay           |
| 1956 Chi tiết     | Uruguay   | · Uruguay           | · Chile             | · Argentina         | · Brasil            |
| 1957 Chi tiết     | Perú      | · Argentina         | · Brasil            | · Uruguay           | · Perú              |
| 1959 Chi tiết     | Argentina | · Argentina         | · Brasil            | · Paraguay          | · Perú              |
| 1959 Chi tiết     | Ecuador   | · Uruguay           | · Argentina         | · Brasil            | · Ecuador           |
| 1963 Chi tiết     | Bolivia   | · Bolivia           | · Paraguay          | · Argentina         | · Brasil            |
| 1967 Chi tiết     | Uruguay   | · Uruguay           | · Argentina         | · Chile             | · Paraguay          |

### Cúp bóng đá Nam Mỹ
| 1975 Chi tiết | Nhiều quốc gia | · Perú      | 0–1 / 2–0 Play - off 1–0        | · Colombia  | Brasil · Uruguay | n/a(2)        | n/a(2)      |
| 1979 Chi tiết | Nhiều quốc gia | · Paraguay  | 3–0 / 0–1 Play - off 0–0 (h.p.) | · Chile     | Brasil · Perú    | n/a(2)        | n/a(2)      |
| 1983 Chi tiết | Nhiều quốc gia | · Uruguay   | 2–0 / 1–1                       | · Brasil    | Paraguay · Perú  | n/a(2)        | n/a(2)      |
| 1987 Chi tiết | Argentina      | · Uruguay   | 1–0                             | · Chile     | · Colombia       | 2–1           | · Argentina |
| 1989 Chi tiết | Brasil         | · Brasil    | 1–0                             | · Uruguay   | · Argentina      | 0–0           | · Paraguay  |
| 1991 Chi tiết | Chile          | · Argentina | 3–2                             | · Brasil    | · Chile          | 1–1           | · Colombia  |
| 1993 Chi tiết | Ecuador        | · Argentina | 2–1                             | · México    | · Colombia       | 1–0           | · Ecuador   |
| 1995 Chi tiết | Uruguay        | · Uruguay   | 1–1 (h.p.) (5–3) (p)            | · Brasil    | · Colombia       | 4–1           | · Hoa Kỳ    |
| 1997 Chi tiết | Bolivia        | · Brasil    | 3–1                             | · Bolivia   | · México         | 1–0           | · Perú      |
| 1999 Chi tiết | Paraguay       | · Brasil    | 3–0                             | · Uruguay   | · México         | 2–1           | · Chile     |
| 2001 Chi tiết | Colombia       | · Colombia  | 1–0                             | · México    | · Honduras       | 2–2 (5–4) (p) | · Uruguay   |
| 2004 Chi tiết | Perú           | · Brasil    | 2–2 (h.p.) (4–2) (p)            | · Argentina | · Uruguay        | 2–1           | · Colombia  |
| 2007 Chi tiết | Venezuela      | · Brasil    | 3–0                             | · Argentina | · México         | 3–1           | · Uruguay   |
| 2011 Chi tiết | Argentina      | · Uruguay   | 3–0                             | · Paraguay  | · Perú           | 4–1           | · Venezuela |
| 2015 Chi tiết | Chile          | · Chile     | 0–0 (h.p.) (4–1) (p)            | · Argentina | · Perú           | 2–0           | · Paraguay  |
| 2016 Chi tiết | Hoa Kỳ         | · Chile     | 0–0 (h.p.) (4–2) (p)            | · Argentina | · Colombia       | 1–0           | · Hoa Kỳ    |
| 2019 Chi tiết | Brasil         | · Brasil    | 3–1                             | · Perú      | · Argentina      | 2–1           | · Chile     |
| 2021 Chi tiết | Brasil         | · Argentina | 1–0                             | · Brasil    | · Colombia       | 3–2           | · Perú      |
| 2024 Chi tiết | Hoa Kỳ         | · Argentina | 1–0 (h.p.)                      | · Colombia  | · Uruguay        | 2–2 (4–3) (p) | · Canada    |

(Các đội khách mời được in nghiêng)
1. ↑  Giải đấu năm 2020 dự kiến diễn ra tại Argentina và Colombia. Tuy nhiên, tháng 5/2021, Colombia phải huỷ đăng cai vì vấn đề chính trị, sau đó Argentina cũng phải huỷ đăng cai vì đại dịch COVID-19, sau đó quyền đăng cai được trao cho Brasil.

### Các đội tuyển đạt đến hạng tư
| Đội tuyển | Vô địch | Á quân                                                                                             | Hạng ba                                                         | Hạng tư                                                                |
| --------- | --- | -------------------------------------------------------------------------------------------------- | --------------------------------------------------------------- | ---------------------------------------------------------------------- |
| Argentina | 16 (1921*, 1925*, 1927, 1929*, 1937*, 1941, 1945, 1946*, 1947, 1955, 1957, 1959 (Argentina)*, 1991, 1993, 2021, 2024) | 14 (1916*, 1917, 1920, 1923, 1924, 1926, 1935, 1942, 1959 (Ecuador), 1967, 2004, 2007, 2015, 2016) | 5 (1919, 1956, 1963, 1989, 2019)                                | 2 (1922, 1987*)                                                        |
| Uruguay   | 15 (1916, 1917*, 1920, 1923*, 1924*, 1926, 1935, 1942*, 1956*, 1959 (Ecuador), 1967*, 1983, 1987, 1995*, 2011)        | 6 (1919, 1927, 1939, 1941, 1989, 1999)                                                             | 10 (1921, 1922, 1929, 1937, 1947, 1953, 1957, 1975, 2004, 2024) | 5 (1945, 1946, 1955, 2001, 2007)                                       |
| Brasil    | 9 (1919*, 1922*, 1949*, 1989*, 1997, 1999, 2004, 2007, 2019*)                                                         | 12 (1921, 1925, 1937, 1945, 1946, 1953, 1957, 1959 (Argentina), 1983, 1991, 1995, 2021*)           | 7 (1916, 1917, 1920, 1942, 1959 (Ecuador), 1975, 1979)          | 3 (1923, 1956, 1963)                                                   |
| Paraguay  | 2 (1953, 1979) | 6 (1922, 1929, 1947, 1949, 1963, 2011)                                                             | 7 (1923, 1924, 1925, 1939, 1946, 1959 (Argentina), 1983)        | 7 (1921, 1926, 1937, 1942, 1967, 1989, 2015)                           |
| Chile     | 2 (2015*, 2016) | 4 (1955*, 1956, 1979, 1987)                                                                        | 5 (1926*, 1941*, 1945*, 1967, 1991*)                            | 11 (1916, 1917, 1919, 1920*, 1924, 1935, 1939, 1947, 1953, 1999, 2019) |
| Perú      | 2 (1939*, 1975) | 1 (2019)                                                                                           | 8 (1927*, 1935*, 1949, 1955, 1979, 1983, 2011, 2015)            | 6 (1929, 1941, 1957*, 1959 (Argentina), 1997, 2021)                    |
| Colombia  | 1 (2001*) | 2 (1975, 2024)                                                                                     | 5 (1987, 1993, 1995, 2016, 2021)                                | 2 (1991, 2004)                                                         |
| Bolivia   | 1 (1963*) | 1 (1997*)                                                                                          | —                                                               | 2 (1927, 1949)                                                         |
| México^   | — | 2 (1993, 2001)                                                                                     | 3 (1997, 1999, 2007)                                            | —                                                                      |
| Honduras^ | — | —                                                                                                  | 1 (2001)                                                        | —                                                                      |
| Ecuador   | — | —                                                                                                  | —                                                               | 2 (1959 (Ecuador)*, 1993*)                                             |
| Hoa Kỳ^   | — | —                                                                                                  | —                                                               | 2 (1995, 2016)                                                         |
| Venezuela | — | —                                                                                                  | —                                                               | 1 (2011)                                                               |
| Canada^   | — | —                                                                                                  | —                                                               | 1 (2024)                                                               |

*=Chủ nhà
^=Khách mời

### Kết quả của các nước chủ nhà
| Năm  | Nước đăng cai | Kết quả   |
| ---- | ------------- | --------- |
| 1916 | Argentina     | Á quân    |
| 1917 | Uruguay       | Vô địch   |
| 1919 | Brasil        | Vô địch   |
| 1920 | Chile         | Hạng tư   |
| 1921 | Argentina     | Vô địch   |
| 1922 | Brasil        | Vô địch   |
| 1923 | Uruguay       | Vô địch   |
| 1924 | Uruguay       | Vô địch   |
| 1925 | Argentina     | Vô địch   |
| 1926 | Chile         | Hạng ba   |
| 1927 | Perú          | Hạng ba   |
| 1929 | Argentina     | Vô địch   |
| 1935 | Perú          | Hạng ba   |
| 1937 | Argentina     | Vô địch   |
| 1939 | Perú          | Vô địch   |
| 1941 | Chile         | Hạng ba   |
| 1942 | Uruguay       | Vô địch   |
| 1945 | Chile         | Hạng ba   |
| 1946 | Argentina     | Vô địch   |
| 1947 | Ecuador       | Hạng sáu  |
| 1949 | Brasil        | Vô địch   |
| 1953 | Perú          | Hạng năm  |
| 1955 | Chile         | Á quân    |
| 1956 | Uruguay       | Vô địch   |
| 1957 | Perú          | Hạng tư   |
| 1959 | Argentina     | Vô địch   |
| 1959 | Ecuador       | Hạng tư   |
| 1963 | Bolivia       | Vô địch   |
| 1967 | Uruguay       | Vô địch   |
| 1987 | Argentina     | Vô địch   |
| 1989 | Brasil        | Vô địch   |
| 1991 | Chile         | Hạng ba   |
| 1993 | Ecuador       | Hạng tư   |
| 1995 | Uruguay       | Vô địch   |
| 1997 | Bolivia       | Á quân    |
| 1999 | Paraguay      | Tứ kết    |
| 2001 | Colombia      | Vô địch   |
| 2004 | Perú          | Tứ kết    |
| 2007 | Venezuela     | Tứ kết    |
| 2011 | Argentina     | Tứ kết    |
| 2015 | Chile         | Vô địch   |
| 2016 | Hoa Kỳ        | Hạng tư   |
| 2019 | Brasil        | Vô địch   |
| 2021 | Brasil        | Á quân    |
| 2024 | Hoa Kỳ        | Vòng bảng |

### Kết quả của đương kim vô địch
| Năm  | Đương kim vô địch | Kết quả       |
| ---- | ----------------- | ------------- |
| 1917 | Uruguay           | Vô địch       |
| 1919 | Uruguay           | Á quân        |
| 1920 | Brasil            | Hạng ba       |
| 1921 | Uruguay           | Hạng ba       |
| 1922 | Argentina         | Hạng tư       |
| 1923 | Brasil            | Hạng tư       |
| 1924 | Brasil            | Vô địch       |
| 1925 | Brasil            | Vô địch       |
| 1926 | Argentina         | Á quân        |
| 1927 | Uruguay           | Á quân        |
| 1929 | Argentina         | Vô địch       |
| 1935 | Argentina         | Á quân        |
| 1937 | Uruguay           | Vô địch       |
| 1939 | Argentina         | Bỏ cuộc       |
| 1941 | Perú              | Hạng tư       |
| 1942 | Argentina         | Á quân        |
| 1945 | Uruguay           | Hạng tư       |
| 1946 | Argentina         | Vô địch       |
| 1947 | Argentina         | Vô địch       |
| 1949 | Argentina         | Bỏ cuộc       |
| 1953 | Brasil            | Á quân        |
| 1955 | Paraguay          | Hạng năm      |
| 1956 | Argentina         | Hạng ba       |
| 1957 | Uruguay           | Hạng ba       |
| 1959 | Argentina         | Vô địch       |
| 1959 | Argentina         | Vô địch       |
| 1963 | Uruguay           | Bỏ cuộc       |
| 1967 | Bolivia           | Hạng sáu      |
| 1975 | Uruguay           | Hạng tư       |
| 1979 | Perú              | Hạng tư       |
| 1983 | Paraguay          | Hạng ba       |
| 1987 | Uruguay           | Vô địch       |
| 1989 | Uruguay           | Á quân        |
| 1991 | Brasil            | Á quân        |
| 1993 | Argentina         | Vô địch       |
| 1995 | Argentina         | Tứ kết        |
| 1997 | Uruguay           | Vòng bảng     |
| 1999 | Brasil            | Vô địch       |
| 2001 | Brasil            | Tứ kết        |
| 2004 | Colombia          | Hạng tư       |
| 2007 | Brasil            | Vô địch       |
| 2011 | Brasil            | Tứ kết        |
| 2015 | Uruguay           | Tứ kết        |
| 2016 | Chile             | Vô địch       |
| 2019 | Chile             | Hạng tư       |
| 2021 | Brasil            | Á quân        |
| 2024 | Argentina         | Vô địch       |
| 2028 | Argentina         | Chưa xác định |

## Giải thưởng

### Cầu thủ xuất sắc nhất giải
| Năm  | Cầu thủ                |
| ---- | ---------------------- |
| 1916 | Isabelino Gradín       |
| 1917 | Héctor Scarone         |
| 1919 | Arthur Friedenreich    |
| 1920 | José Piendibene        |
| 1921 | Américo Tesoriere      |
| 1922 | Agostinho Fortes Filho |
| 1923 | José Nasazzi           |
| 1924 | Pedro Petrone          |
| 1925 | Manuel Seoane          |
| 1926 | José Leandro Andrade   |
| 1927 | Manuel Seoane          |
| 1929 | Manuel Ferreira        |
| 1935 | José Nasazzi           |
| 1937 | Vicente de la Mata     |
| 1939 | Teodoro Fernández      |
| 1941 | Sergio LivinVBtone     |
| 1942 | Obdulio Varela         |
| 1945 | Domingos da Guia       |
| 1946 | Adolfo Pedernera       |
| 1947 | José Manuel Moreno     |
| 1949 | Ademir                 |
| 1953 | Heriberto Herrera      |
| 1955 | Enrique Hormazábal     |
| 1956 | Óscar Míguez           |
| 1957 | Omar Sívori            |
| 1959 | Pelé                   |
| 1959 | Alcides Silveira       |
| 1963 | Ramiro Blacut          |
| 1967 | Pedro Rocha            |
| 1975 | Teófilo Cubillas       |
| 1979 | Carlos Caszely         |
| 1983 | Enzo Francescoli       |
| 1987 | Carlos Valderrama      |
| 1989 | Rubén Sosa             |
| 1991 | Leonardo Rodríguez     |
| 1993 | Sergio Goycochea       |
| 1995 | Enzo Francescoli       |
| 1997 | Ronaldo                |
| 1999 | Rivaldo                |
| 2001 | Amado Guevara          |
| 2004 | Adriano                |
| 2007 | Robinho                |
| 2011 | Luis Suárez            |
| 2015 | Lionel Messi           |
| 2016 | Alexis Sánchez         |
| 2019 | Daniel Alves           |
| 2021 | Lionel Messi           |
| 2024 | James Rodríguez        |

### Vua phá lưới
| Năm  | Cầu thủ              | Số bàn thắng |
| ---- | -------------------- | ------------ |
| 1916 | Isabelino Gradín     | 3            |
| 1917 | Ángel Romano         | 4            |
| 1919 | Arthur Friedenreich  | 4            |
| 1919 | Neco                 | 4            |
| 1920 | José Pérez           | 3            |
| 1920 | Ángel Romano         | 3            |
| 1921 | Julio Libonatti      | 3            |
| 1922 | Julio Francia        | 4            |
| 1923 | Vicente Aguirre      | 3            |
| 1923 | Pedro Petrone        | 3            |
| 1924 | Pedro Petrone        | 4            |
| 1925 | Manuel Seoane        | 6            |
| 1926 | David Arellano       | 7            |
| 1927 | Alfredo Carricaberry | 3            |
| 1927 | Segundo Luna         | 3            |
| 1927 | Roberto Figueroa     | 3            |
| 1927 | Pedro Petrone        | 3            |
| 1927 | Héctor Scarone       | 3            |
| 1929 | Aurelio González     | 5            |
| 1935 | Herminio Masantonio  | 4            |
| 1937 | Raúl Toro Julio      | 7            |
| 1939 | Teodoro Fernández    | 7            |
| 1941 | Juan Marvezzi        | 5            |
| 1942 | Herminio Masantonio  | 7            |
| 1942 | José Manuel Moreno   | 7            |
| 1945 | Norberto Méndez      | 6            |
| 1945 | Heleno de Freitas    | 6            |
| 1946 | José María Medina    | 7            |
| 1947 | Nicolás Falero       | 8            |
| 1949 | Jair da Rosa Pinto   | 9            |
| 1953 | Francisco Molina     | 7            |
| 1955 | Rodolfo Micheli      | 8            |
| 1956 | Enrique Hormazábal   | 4            |
| 1957 | Humberto Maschio     | 9            |
| 1957 | Javier Ambrois       | 9            |
| 1959 | Pelé                 | 8            |
| 1959 | José Sanfilippo      | 6            |
| 1963 | Carlos Alberto Raffo | 6            |
| 1967 | Luis Artime          | 5            |
| 1975 | Leopoldo Luque       | 4            |
| 1975 | Ernesto Díaz         | 4            |
| 1979 | Jorge Peredo         | 4            |
| 1979 | Eugenio Morel        | 4            |
| 1983 | Jorge Burruchaga     | 3            |
| 1983 | Roberto Dinamite     | 3            |
| 1983 | Carlos Aguilera      | 3            |
| 1987 | Arnoldo Iguarán      | 4            |
| 1989 | Bebeto               | 6            |
| 1991 | Gabriel Batistuta    | 6            |
| 1993 | José Luis Dolgetta   | 4            |
| 1995 | Gabriel Batistuta    | 4            |
| 1995 | Luis García          | 4            |
| 1997 | Luis Hernández       | 6            |
| 1999 | Rivaldo              | 5            |
| 1999 | Ronaldo              | 5            |
| 2001 | Víctor Aristizábal   | 6            |
| 2004 | Adriano              | 7            |
| 2007 | Robinho              | 6            |
| 2011 | Paolo Guerrero       | 5            |
| 2015 | Eduardo Vargas       | 4            |
| 2015 | Paolo Guerrero       | 4            |
| 2016 | Eduardo Vargas       | 6            |
| 2019 | Everton Soares       | 3            |
| 2019 | Paolo Guerrero       | 3            |
| 2021 | Lionel Messi         | 4            |
| 2021 | Luis Díaz            | 4            |
| 2024 | Lautaro Martínez     | 5            |

## Bảng xếp hạng tổng thể
Tính đến Cúp bóng đá Nam Mỹ 2024
| Chú thích               |
| ----------------------- |
| Đội đã vô địch giải đấu |

| TT  | Đội tuyển  | Trận | Thắng | Hòa | Thua | Bàn thắng | Bàn thua | Hiệu số | Điểm |
| 1.  | Argentina  | 208  | 132   | 43  | 33   | 483       | 183      | +300    | 439  |
| 2.  | Uruguay    | 212  | 115   | 40  | 57   | 421       | 226      | +195    | 385  |
| 3.  | Brasil     | 195  | 109   | 41  | 45   | 435       | 206      | +229    | 368  |
| 4.  | Chile      | 191  | 67    | 35  | 89   | 291       | 317      | –26     | 236  |
| 5.  | Paraguay   | 180  | 64    | 43  | 73   | 267       | 311      | –44     | 235  |
| 6.  | Perú       | 164  | 58    | 40  | 66   | 230       | 258      | –28     | 214  |
| 7.  | Colombia   | 130  | 53    | 26  | 51   | 154       | 194      | –40     | 185  |
| 8.  | Bolivia    | 122  | 20    | 26  | 76   | 109       | 308      | –199    | 86   |
| 9.  | Ecuador    | 130  | 17    | 28  | 85   | 139       | 331      | –192    | 79   |
| 10. | México     | 51   | 20    | 14  | 17   | 67        | 63       | +4      | 74   |
| 11. | Venezuela  | 74   | 11    | 18  | 45   | 59        | 182      | –123    | 51   |
| 12. | Costa Rica | 20   | 6     | 4   | 10   | 19        | 35       | –16     | 22   |
| 13. | Hoa Kỳ     | 21   | 6     | 2   | 13   | 21        | 32       | –11     | 20   |
| 14. | Honduras   | 6    | 3     | 1   | 2    | 7         | 5        | +2      | 10   |
| 15. | Panamá     | 7    | 3     | 0   | 4    | 10        | 20       | –10     | 9    |
| 16. | Canada     | 6    | 1     | 3   | 2    | 4         | 7        | –3      | 6    |
| 17. | Nhật Bản   | 6    | 0     | 3   | 3    | 6         | 15       | –9      | 3    |
| 18. | Qatar      | 3    | 0     | 1   | 2    | 2         | 5        | –3      | 1    |
| 19. | Haiti      | 3    | 0     | 0   | 3    | 1         | 12       | –11     | 0    |
| 20. | Jamaica    | 9    | 0     | 0   | 9    | 1         | 16       | –15     | 0    |

Ghi chú
1. 1 2 3 4 5 6 7 8 9 10  Đội khách mời

## Các huấn luyện viên vô địch
| Năm  | Huấn luyện viên         | Vô địch   |
| ---- | ----------------------- | --------- |
| 1916 | Alfredo Foglino         | Uruguay   |
| 1917 | Ramón Platero           | Uruguay   |
| 1919 | Haroldo Domingues       | Brasil    |
| 1920 | Ernesto Fígoli          | Uruguay   |
| 1921 | Pedro Calomino          | Argentina |
| 1922 | Laís                    | Brasil    |
| 1923 | Leonardo De Lucca       | Uruguay   |
| 1924 | Ernesto Meliante        | Uruguay   |
| 1925 | Américo Tesoriere       | Argentina |
| 1926 | Ernesto Fígoli          | Uruguay   |
| 1927 | José Lago Millón        | Argentina |
| 1929 | Fransisco Olazar        | Argentina |
| 1935 | Raúl V. Blanco          | Uruguay   |
| 1937 | Manuel Seoane           | Argentina |
| 1939 | Jack Greenwell          | Perú      |
| 1941 | Guillermo Stábile       | Argentina |
| 1942 | Pedro Cea               | Uruguay   |
| 1945 | Guillermo Stábile       | Argentina |
| 1946 | Guillermo Stábile       | Argentina |
| 1947 | Guillermo Stábile       | Argentina |
| 1949 | Flávio Costa            | Brasil    |
| 1953 | Manuel Fleitas Solich   | Paraguay  |
| 1955 | Guillermo Stábile       | Argentina |
| 1956 | Hugo Bagnulo            | Uruguay   |
| 1957 | Guillermo Stábile       | Argentina |
| 1959 | Victorio Spinetto       | Argentina |
| 1959 | Juan Carlos Corazzo     | Uruguay   |
| 1963 | Danilo Alvim            | Bolivia   |
| 1967 | Juan Carlos Corazzo     | Uruguay   |
| 1975 | Marcos Calderón         | Perú      |
| 1979 | Ranulfo Miranda         | Paraguay  |
| 1983 | Omar Borrás             | Uruguay   |
| 1987 | Roberto Fleitas         | Uruguay   |
| 1989 | Sebastião Lazaroni      | Brasil    |
| 1991 | Alfio Basile            | Argentina |
| 1993 | Alfio Basile            | Argentina |
| 1995 | Héctor Núñez            | Uruguay   |
| 1997 | Mário Zagallo           | Brasil    |
| 1999 | Vanderlei Luxemburgo    | Brasil    |
| 2001 | Francisco Maturana      | Colombia  |
| 2004 | Carlos Alberto Parreira | Brasil    |
| 2007 | Dunga                   | Brasil    |
| 2011 | Óscar Tabárez           | Uruguay   |
| 2015 | Jorge Sampaoli          | Chile     |
| 2016 | Juan Antonio Pizzi      | Chile     |
| 2019 | Tite                    | Brasil    |
| 2021 | Lionel Scaloni          | Argentina |
| 2024 | Lionel Scaloni          | Argentina |

## Kỷ lục

### Theo đội tuyển
- Vô địch nhiều nhất: Argentina – 16 lần
- Tham dự nhiều nhất: Uruguay – 45 lần
- Thi đấu nhiều trận nhất: Uruguay – 197 trận
- Vào chung kết nhiều nhất: Argentina – 29 lần
- Thắng nhiều trận nhất: Argentina – 123 trận
- Ghi nhiều bàn thắng nhất: Argentina – 455 bàn
- Hiệu suất bàn thắng nhiều nhất: Argentina – 2,41 bàn/trận
- ĐTQG duy nhất vô địch 3 lần liên tiếp: Argentina (1945, 1946, 1947)
- ĐTQG vào chung kết nhiều lần liên tiếp nhất: Argentina (8 lần)
- ĐTQG thất bại đậm nhất lịch sử: Ecuador 0–12 Argentina
- ĐTQG bị thủng lưới nhiều nhất lịch sử: Ecuador – 311 bàn

### Theo cầu thủ
- Cầu thủ ghi nhiều bàn nhất 1 kỳ Copa: Jair Da Rosa (Brasil), Humberto Maschio (Argentina), Javier Ambrois (Uruguay) – cùng 9 bàn
- Cầu thủ ghi nhiều bàn nhất trong 1 trận đấu: Scarone, Marvezzi, Evaristo – cùng ghi được 5 bàn
- Tay săn bàn vĩ đại nhất lịch sử Copa: Norberto Mendez (Argentina), Zizinho (Brasil) – cùng 17 bàn
- Cầu thủ đá hỏng phạt đền nhiều nhất trong một trận: Martin Palermo (Argentina) tại Copa 1999 – đá hỏng 3 quả trong 1 trận đấu

### Kỷ lục khác
- HLV tham dự nhiều kỳ Copa nhất: Guillermo Stabile – 6 lần
- Siêu kinh điển của Copa America không phải Argentina gặp Brasil mà là Uruguay gặp Argentina trong 12 trận chung kết
- Copa America là giải đấu bóng đá dành cho ĐTQG lâu đời nhất hành tinh, với lịch sử 105 năm.